# Мосбах
Мосбах (нім. Mosbach) — місто в Німеччині, знаходиться в землі Баден-Вюртемберг. Підпорядковується адміністративному округу Карлсруе. Входить до складу району Неккар-Оденвальд.
Площа — 62,23 км2. Населення становить 23 425 ос. (станом на 31 грудня 2020).